# 지하실의 7인
"지하실의 7인"은 1969년 공개된 대한민국의 영화이다.

## 배역
- 허장강
- 윤정희
- 김혜정
- 이예춘
- 이순재
- 윤소라
- 김석훈
- 윤양하
- 박근형
- 김웅
- 손전
- 추봉
- 윤신옥
- 김정옥

## 수상
- 1970년 제6회 백상예술대상
  - 영화부문 감독상 - 이성구
  - 영화부문 기술상 - 정일성
- 제4회 백마상
  - 작품상
  - 여우주연상 - 윤정희
  - 남우조연상 - 이순재